# Munkstol

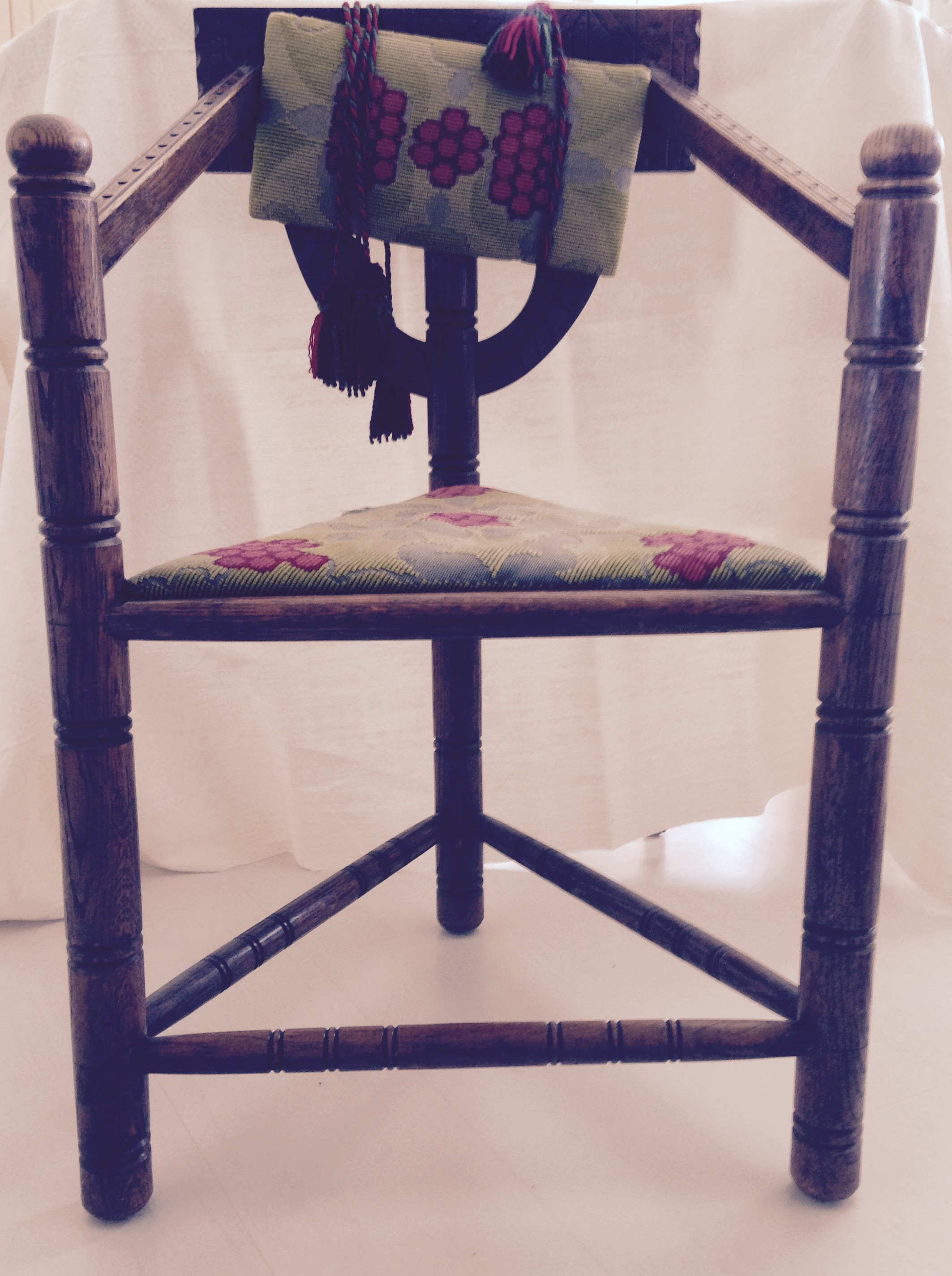
Munkstol med tre ben

Munkstol är en stol med triangelformig sits och vinkelformigt ryggstöd, en efterbildning av medeltidsstolar.
Munkstolen var särskilt populär under nationalromantiken. Den är uppbyggd av tre raka, lodräta stolpar som både utgör ben och bär upp armstöden. Mellan dessa finns en vågrät, triangelformad sits vars spets pekar bakåt. Munkstolar är ofta försedda med hemvävda, tunna dynor i ylle. De är relativt obekväma att sitta i.

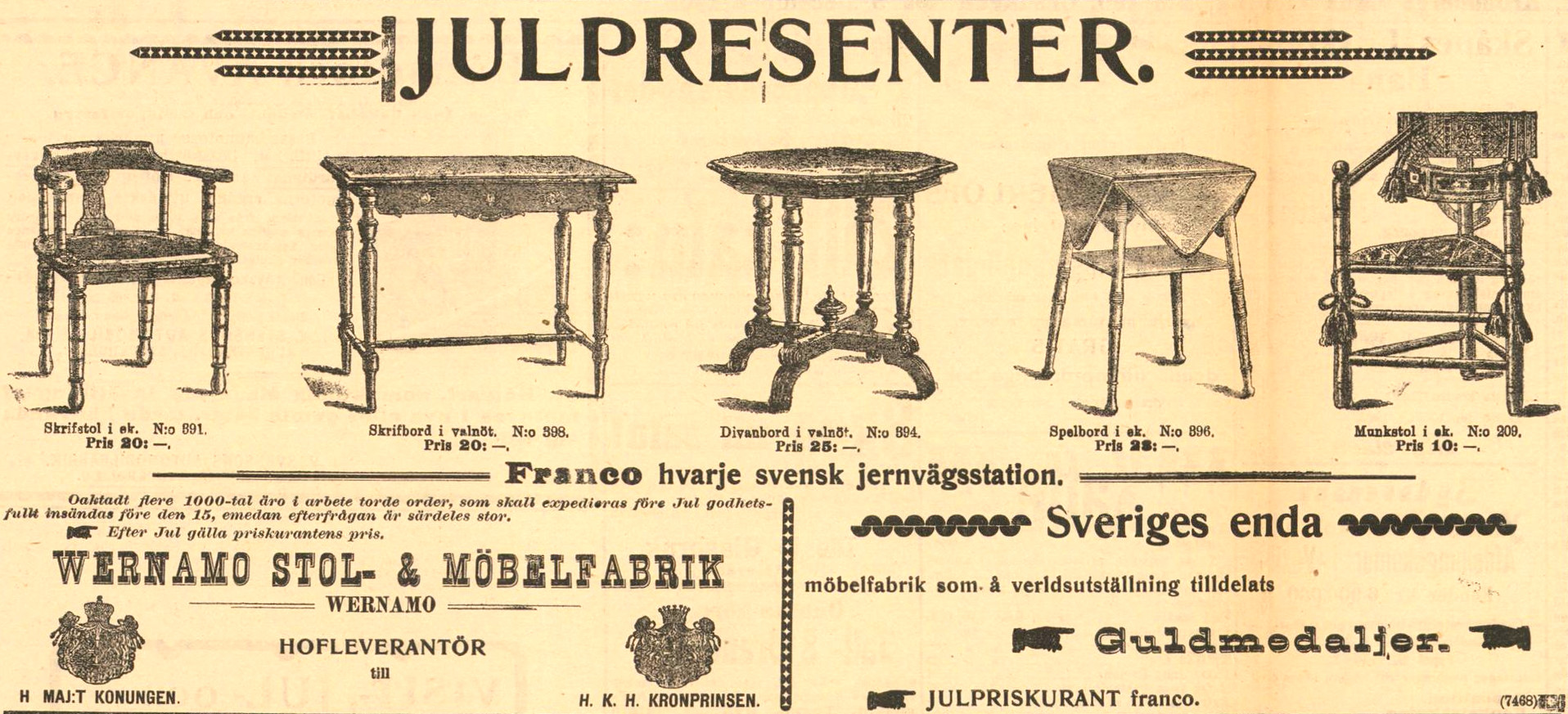
Annons för munkstol i ek (till höger) från Wernamo stol- & möbelfabrik inför julen 1903.